# Спаринг-ВИСТ Центр
«Спаринг-Вист Центр» (укр. НВПП «Спаринг-Віст Центр») — негосударственное научно-производственное предприятие военно-промышленного комплекса Украины, которое специализируется на разработке, производстве и ремонте приборов и систем радиационного контроля.

## История
В 2000 году в качестве замены советских приборов радиационной разведки типа ДП-5 (производство которых было прекращено в 1992 году, а срок эксплуатации последнего выпущенного прибора ДП-5В, имевшегося в вооружённых силах Украины, истек в 2012 году) "Спаринг-Вист Центр" был разработан универсальный дозиметр-радиометр МКС-У (представлявший собой модернизированный вариант прибора ДП-5В).
С 2002 года продукция предприятия поставлялась для пограничной службы Украины, внутренних войск МВД Украины, Министерства по чрезвычайным ситуациям Украины, пограничной службы Республики Казахстан и пограничной службы Республики Узбекистан.
В 2004 году МКС-У был официально принят на вооружение вооружённых сил Украины (однако закупался в небольших количествах - к маю 2015 года количество МКС-У в войсках составляло менее 5% от необходимого). Кроме того, с 2004 года для вооружённых сил Украины начали закупать выпускаемый предприятием дозиметр-радиометр МКС-05 "Терра".
По состоянию на начало 2008 года предприятие выпускало следующую продукцию военного назначения:
- приборы радиационного контроля РКС-01 "Стора-Т", РКС-01 "Стора-У", МКС-05 "Терра", "Селвис", "Кадмий", "Поиск", МКС-У[1]
- радиометр-дозиметр гамма-бета-излучений ДКС-01М, дозиметр гамма-излучения индивидуальный ДКС-02К, дозиметр гамма-излучения с поисковой функцией ДКС-02П, дозиметр-радиометр гамма-бета-излучений поисковый МКС-07[1]

Кроме того, предприятие выпускает продукцию гражданского назначения (под торговой маркой "ECOTEST").
В конце 2008 года по результатам всеукраинского рейтинга "Экспортёр года" (проводимого на основании данных органов государственной статистики Украины при поддержке Кабинета министров Украины) предприятие вошло в перечень десяти лучших предприятий-экспортёров Украины.
В 2011 году на вооружение вооружённых сил Украины была принята ещё одна разработка предприятия - прибор радиационной разведки ДРГ-Т (который устанавливается на бронетранспортёры БТР-4).
После аварии на АЭС "Фукусима-1" в мае 2011 года МЧС Украины закупило у предприятия тысячу дозиметров МКС-05 “Терра” и тысячу дозиметров ДКГ-21 на общую сумму 5,64 млн. гривен, которые были отправлены Японии в качестве гуманитарной помощи.
12 декабря 2011 года МВД Украины закупило у предприятия 560 приборов радиационного контроля на общую сумму 1,67 млн. гривен.
В 2012 году были завершены государственные испытания ещё двух приборов радиационного контроля, разработанных предприятием, и в феврале 2013 года на вооружение вооружённых сил Украины были официально приняты информационное табло ІТ-09Т и персональный электронный дозиметр ДКГ-21.
Весной 2014 года предприятие продолжало работы по улучшению конструкции приборов МКС-У и МКС-05 "Терра", а также работало над созданием модернизированного варианта прибора радиационной и химической разведки ПРХР (изделие ГО-27) советского производства. Сообщается, что модернизированный прибор ПРХР-МЕ будет изготовлен с использованием современных электронных компонентов.
После начала боевых действий на востоке Украины, предприятие было привлечено к исполнению военного заказа. 22 июля 2015 года министерство обороны Украины закупило у предприятия 24 300 шт. сигнальных мин на общую сумму 21,87 млн. гривен.
22 сентября 2015 на оружейной выставке "Зброя та безпека-2015" компания "Спаринг-ВИСТ Центр" представила новую разработку: блок БУС (предназначенный для замены блока управления ПБ2.390.179–01 системы стабилизации вооружения 2Е36–1, которая устанавливается на бронетехнику и используется для стабилизации в вертикальной и горизонтальной плоскости 30-мм автоматической пушки и спаренного с ней 7,62-мм пулемёта).
16 октября 2015 было объявлено, что прибор радиационной разведки ДРГ-Т установили на бронемашину "Дозор-Б".
29 марта 2017 предприятие получило заказ на изготовление 5 тыс. малых ручных дымовых гранат черного дыма РДГ-55МЧ (по цене 717 грн/шт) для Национальной гвардии Украины.
3 декабря 2018 года было объявлено о намерении разработать на базе "Дозор-Б" машину радиационной, химической и биологической разведки, оснащённую оборудованием СРХБР-Т производства "Спаринг-ВИСТ Центр" (в состав комплекта СРХБР-Т входит прибор радиационной разведки ДРГ-Т, прибор химической и биологической разведки АР4С-VB, а также блок управления, сигнализации и контроля БУСК-01).
Также предприятие производит противогазы ЗВП-01У и СВП-01У, в 2018 году официально принятые на вооружение вооружённых сил Украины.